# Список керівників держав 19 року

## Європа
- плем'я атребатів — король Веріка (15-43)
- Боспорська держава — цар Рескупорід I Аспург (14 до н. е.- 37 н. е.)
- правитель племені Вотадинів Овен ап Афалах (10 до н. е. — 25 н. е.)
- король гермундурів Вібілій (до 50)
- правитель Дакії Комосік (9-29)
- Ірландія — верховний король Ферадах Фіндфехтнах (14-36)
- плем'я катувеллаунів — вождь Кунобелін (9-43)
- плем'я маркоманів — вождь Катуальда, після — Ванній (до 50/51)
- Одриське царство — царі Рескупорід II і Котіс VIII (12 — 18-19); по них — Реметалк II (19-35)
- плем'я херусків — вождь Арміній (до 21)
- Римська імперія
  - імператор Тиберій (14-37)
  - консули Марк Юній Сілан і Луцій Норбан Бальб
- пропретор провінції Мезія Гай Поппей Сабін (до 31)
- префект провінції Паннонія Луцій Мунацій Планк (17-35)

## Азія
- китайський імператор династії Сінь Ван Ман (9-23)
- цар Адіабени Ізат І (15-20)
- у Великій Вірменії до 18 року — міжцарство; по тому — Арташес III (18-35)
- тетрарх Галілеї та Переї Ірод Антипа (4 до н. е. — 39)
- цар Елімаїди Камнаскір IX (15-25)
- цар Іберії Фарсман I (до 58)
- індо-скіфський цар Аспаварма (15-45)
- тхеван Когурьо Темусін (18-44)
- цар Кушану Герай (1-30)
- цар Набатеї Арета IV Філопатор (до 40)
- цар Осроени Абгар V (13-50)
- цар Парфії Артабан II (12-35)
- тхеван Пекче Онджо (до 28)
- цариця Понту Піфодорида (до 38)
- правитель Сатватханів Пулумаві I (до 31)
- правитель Сілли Намхе Чхачхаун (4-24)
- цар Харакени Абінерга I (до 22-23)
- шаньюй Хунну Юй (18-46)
- первосвященник Юдеї Каяфа (18-36)
- імператор Японії Суйнін (до 70)
- префект Сирії Гней Кальпурній Пізон (17-19); по ньому — Гней Сентій Сатурнін (19-21)

## Африка
- Кушський цар Натакамані (1 до н. е. — 23)
- король Мавретанії Юба II (25 до н. е. — 23)
- проконсул провінції Африка Луцій Апроній (18-21)
- префект провінції Єгипет Гай Галерій (16-31)